# 孟楼镇 (邓州市)
孟楼镇是中国河南省邓州市下辖的一个镇，位于邓州市西南部，距离市区30千米，和湖北省老河口市的孟楼镇相连，北依豫宛连中原大地，南通荆楚接鱼米之乡，有途“通川陕达江汉，商贾云集货堆山”的美称。先后被选定为“全国小城镇建设试点镇”、“河南省改革发展建设综合试点镇”、“南阳市改革开放特别实验区”、“河南省财政体制改革试点镇”、“南阳市财源建设试点镇”和“河南省重点镇”。

## 名字
清朝同治年间，有一位孟姓的铁匠在此地开了一个包子店，他做的包子美味可口只三文钱一个，后来他的铁器生意越做越好，发了大财，并盖起了一座小楼，人们就称孟楼。

## 历史
- 宋代时称“辛兴街”，后被金兵烧毁，改称“两兴集”
- 清代咸丰十六年称“浑家楼”，清同治年间改称孟楼至今
- 1975年建立孟楼公社
- 1983年改为孟楼乡
- 1985年建镇

## 交通
- 公路：207国道纵贯全境
- 民航：南距老河口机场25公里，北距南阳机场90公里

## 经济
农业：发展南瓜特色种植，采用麦瓜套种、林瓜套种、棉瓜套种模式。并成立了“南瓜种植协会”，截止2008年，协会会员达800余户，全镇有11个村种植南瓜，种植面积近1万亩，产品销往兰州、青岛、北京、西安、武汉、十堰等城市。其他主要农作物有棉花、畜牧、小辣椒、林果等。

林业：为打造省际『绿色长廊』，全镇杨树种植面积达15000余亩，森林覆盖率达到35%以上。

工业：以板材加工和棉纺加工为主。

## 古迹
- 牌坊和李贤故居：清朝同治年间，曾有一牌坊立于两个孟楼镇之间，分别书有“中州贤林”和“唯楚有才”八个大字，但在战争中摧毁。2002年4月1号，李贤故居在邓州市孟楼镇长乐村重建。新建的牌坊中，正对湖北省的那块横匾上为“中州贤林”四个大字，正对河南省横匾上的四个字是“唯楚有才”。
- 有西竹、下港两个东汉古墓群
- 晋公庙：宪宗时期的裴度曾因战乱寓居孟楼，兴水利，垦农田，人民为了纪念他而建此庙。

## 名人
- 李贤：明朝内阁首辅（相当于宰相），幼年在孟楼长乐泰山庙习书。经历英宗、代宗、宪宗诸朝，同其父李升、祖父李威并称李氏”三阁老”。李贤昆弟48人，逝世后，他们的墓木连绵十余里，号称“长乐林”。

- 李蓘：祖籍孟楼镇长乐岭，出生于淅川县李官桥镇，明代官员，并有大量著作留世。